# 로디 왕조
로디 왕조(Lodi dynasty)는 15세기 후반부터 16세기 초까지 갠지스강 유역과 펀자브 지방을 중심으로 인도 북부를 지배한 델리 술탄국의 마지막 왕조이다.